# Museo de Medina Azahara
El Museo de sitio de Medina Azahara fue inaugurado el 9 de octubre de 2009 en la ciudad de Córdoba, España, por la reina Sofía tras cuatro años de obras. Tiene como objetivo dotar al yacimiento arqueológico de Medina Azahara de unos servicios acordes a su importancia histórico-artística. El centro se encuentra a unos 800 metros del yacimiento.
En su interior tienen cabida usos tan diversos como la recepción de visitantes, la restauración de piezas arqueológicas, un auditorio, espacios adecuados para el almacenamiento de restos arqueológicos del propio conjunto, oficinas de investigación histórico-artística, una biblioteca para estudiosos, una cafetería, tienda de libros relacionados con el yacimiento y el arte musulmán, y una zona expositiva donde se exponen las piezas más espectaculares del yacimiento, después de que muchas de ellas, como el famoso Cervatillo de Medina Azahara, hayan sido trasladadas desde el Museo Arqueológico de Córdoba.

## Colección
El centro alberga 163 piezas procedentes del yacimiento arqueológico de la ciudad palatina. En mayo de 2020, aprovechando la situación por la pandemia de COVID-19, se invirtieron 22.800 euros en actualizar los recursos museográficos.

## Arquitectura
Esta infraestructura dependiente de la Consejería de Cultura de la Junta de Andalucía, está situada en las inmediaciones del yacimiento y se compone de un edificio de tres plantas, de las que dos son subterráneas. El centro, proyectado por los arquitectos Fuensanta Nieto y Enrique Sobejano, cuenta con más de 7300 metros cuadrados. En 2010 se le concedió a este edificio el Premio Aga Khan de Arquitectura, prestigioso premio internacional que se otorga a los principales proyectos arquitectónicos, urbanísticos o paisajísticos del mundo musulmán, o relacionados con éste. En 2011 logró el Premio Piranesi de Roma.
En mayo de 2012, el Foro Europeo de Museos le otorgó el Premio del museo europeo del año. Este galardón reconoce cada año a los nuevos museos que han realizado avances e innovaciones en el ámbito museístico. El museo galardonado alberga durante un año la estatua de Henry Moore The Egg, que simboliza el premio.